# Żidiłowo

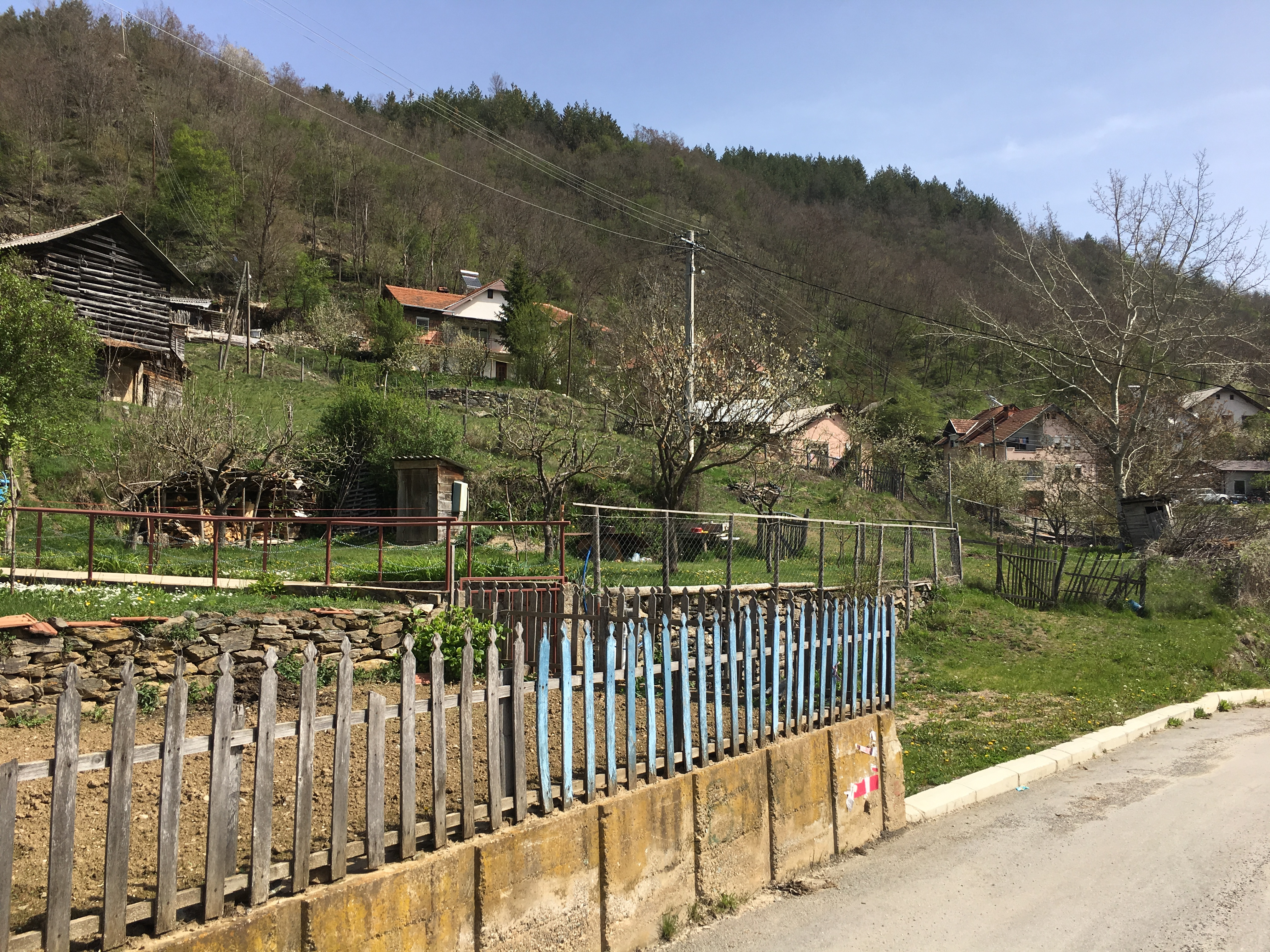

Żidiłowo lub Židilovo (maced. Жидилово) – wieś w północno-wschodniej Macedonii Północnej, w gminie Kriwa Pałanka. Osada liczy ok. 350 mieszkańców.